# Bereitstellungsraum (Katastrophenschutz)

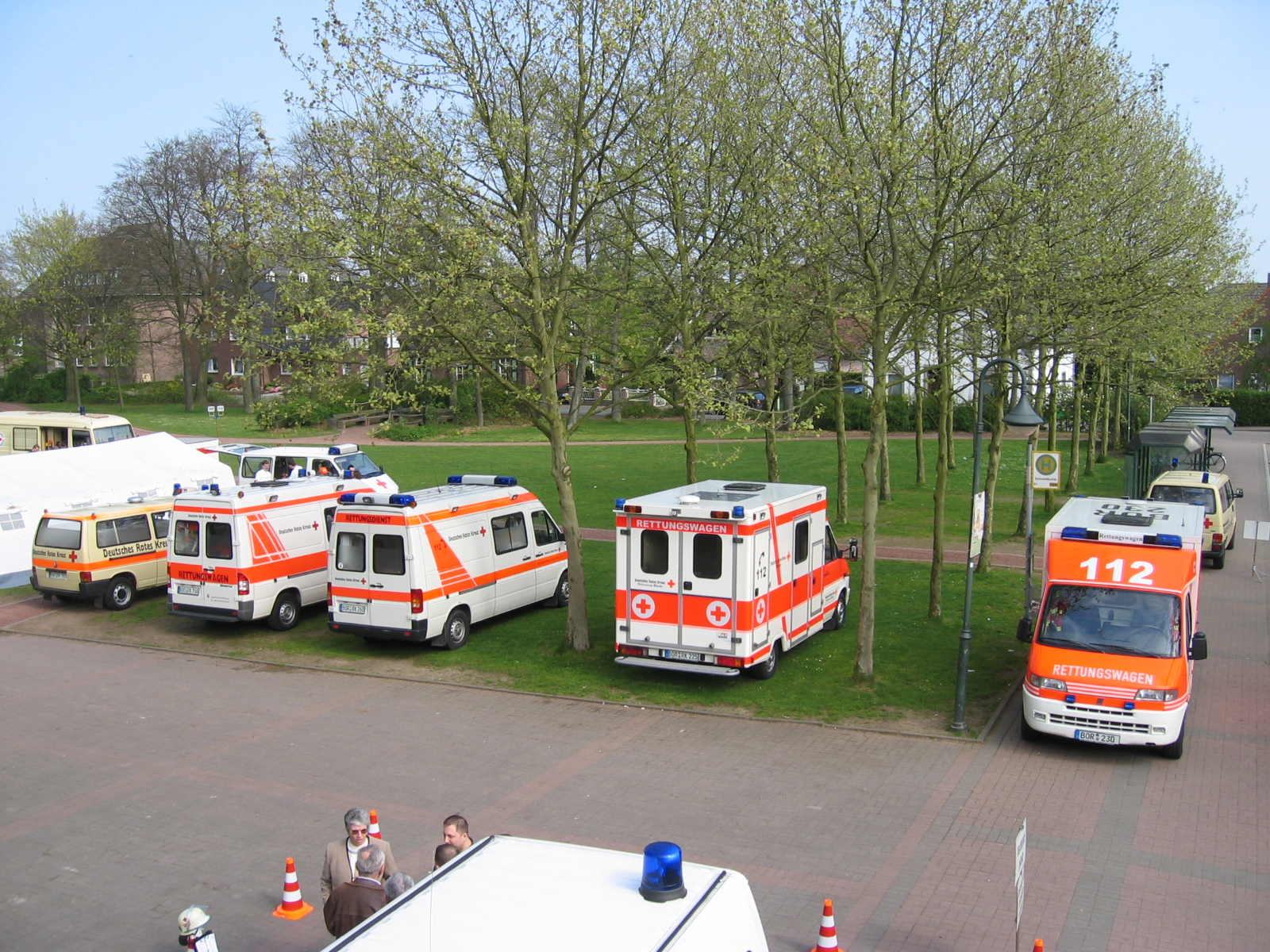
Bereitstellungsraum für Krankenkraftwagen

Ein Bereitstellungsraum ist eine Stelle, an der Einsatzkräfte und Einsatzmittel des Katastrophenschutzes für den unmittelbaren Einsatz oder vorsorglich gesammelt, gegliedert und bereitgestellt werden.
Der Standort des Bereitstellungsraums befindet sich in sicherer Lage in der Nähe zum Einsatzort, sodass die Kräfte schnell dorthin gelangen können ohne selbst gefährdet zu sein. Im Bereitstellungsraum stehen die Einsatzkräfte möglichst geordnet nach Art, Funktion oder Einheitszugehörigkeit ohne gegenseitige Behinderung.

Taktisches Zeichen für den Bereitstellungsraum

Der Begriff des Bereitstellungsraums wird in der DIN 13050 und der Feuerwehr-Dienstvorschrift (FwDV) 100 definiert.

## Standort
Der Standort des Bereitstellungsraums wird von der Einsatzleitung festgelegt. Er befindet sich in sicherer Lage in der Nähe zur Einsatzstelle, sodass die Kräfte schnell dorthin gelangen können ohne selbst gefährdet zu sein. Es empfiehlt sich ferner, den Bereitstellungsraum nicht zu nah an dem Schadensgebiet zu platzieren, um eine ungewollte Annäherung von bereitstehenden Einsatzkräften an das Schadensgebiet zu verhindern.

## Aufbau
Im Bereitstellungsraum stehen die Einsatzmittel möglichst geordnet nach Art, Funktion oder Einheitszugehörigkeit ohne gegenseitige Behinderung. Nach Möglichkeit sollte eine Instandsetzung von defekten Einsatzmitteln möglich sein. Die Einsatzkräfte können dort verpflegt werden, sanitäre Anlagen aufsuchen oder sich ausruhen. Die Leitung des Bereitstellungsraums sollte über Informations- und Kommunikationsmöglichkeiten verfügen.
Zusätzlich werden in einem Bereitstellungsraum zwischen Frauen und Männern getrennte sanitäre Einrichtungen errichtet, auf die verhältnismäßige Verteilung von Sanitäranlagen ist zu achten. Zudem muss eine stationäre medizinische Versorgung der Einsatzkräfte durch Sanitäter bei größeren und längerfristigen Bereitstellungsräumen gewährleistet werden.

## Ablauf
Die Einsatzkräfte und -mittel werden bei ihrer Ankunft registriert und ihre Ankunft der Einsatzleitung gemeldet. Auf Anforderung der Einsatzleitung werden die Einsatzkräfte und -mittel bedarfsgerecht zur Einsatzstelle geleitet, dies geschieht bei größeren Einsätzen in der Regel über Funk.

## THW-Bereitstellungsraum 500

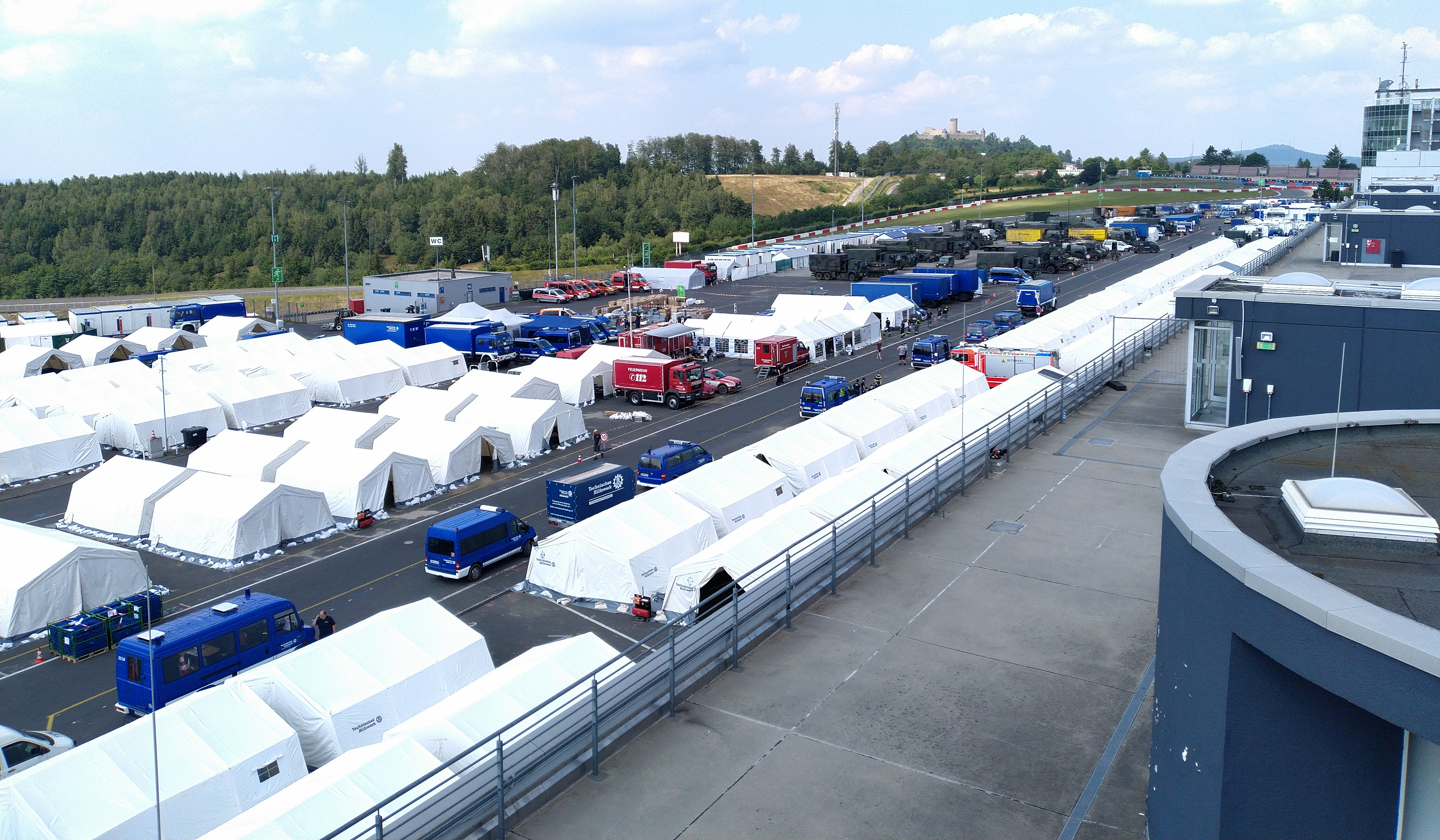
Für die Hilfsaktionen zur Hochwasserkatastrophe im Juli 2021 wurde unter anderem das Fahrerlager am Nürburgring als BR500 genutzt

Die beiden THW-Landesverbände „Bremen / Niedersachsen (HBNI)“ und „Hamburg / Mecklenburg-Vorpommern / Schleswig-Holstein (HHMVSH)“ haben in Zusammenarbeit mit dem THW-Ausbildungszentrum Hoya seit 2008 das Einsatzkonzept „Bereitstellungsraum 500“ entwickelt. Ziel des Konzeptes ist, binnen 24 Stunden einen autark funktionierenden Bereitstellungsraum für bis zu 500 Einsatzkräfte an beliebiger Stelle einrichten zu können. Je nach zu erwartender Einsatzdauer und Personalstärke im Bereitstellungsraum wird unterschieden in
- Allgemeinen Bereitstellungsraum zur Sammlung und Einsatzvorbereitung von Kräften bei kurzfristigen und kurzzeitigen Einsätzen
- Bereitstellungsraum mit Meldekopf: Das Personal des Meldekopfes registriert anrückende Einheiten und weist sie hinsichtlich der Raumordnung ein. Entsprechende Verfügbarkeitsmeldungen werden an die übergeordnete Führung gegeben und Einsatzaufträge an die jeweiligen Einheiten weitergeleitet.
- Bereitstellungsraum mit Führungseinheit: Zur Sammlung mehrerer hundert Einsatzkräfte und langzeitige Einsätze geeignet.

Je nach Größe bzw. Ausführung des Bereitstellungsraums kommen unterschiedlich spezialisierte Kräfte aus verschiedenen Fachgruppen für die Einrichtung und den Betrieb des Bereitstellungsraumes zum Einsatz. Wesentliche Aufgaben neben Planung und Vorbereitung aller Maßnahmen sind die Einrichtung von Abstellflächen für Einsatzfahrzeuge, die Vorbereitung der Unterbringung und Versorgung der Einsatzkräfte in ortsfesten Liegenschaften oder feldmäßig errichteten Zeltstädten.
Das Konzept „Bereitstellungsraum 500“ wurde erstmals im Juni 2014 während einer Brückenbauübung des THW in Bruchhausen-Vilsen erprobt.
Seine erste Bewährungsprobe im Einsatz bestand das Konzept im September und Oktober 2018 beim Brand auf dem Gelände der Wehrtechnischen Dienststelle 91 in Meppen. Hier waren beide Verbände BR500 (Nord und West) eingesetzt und für die Unterbringung und Versorgung von bis zu 1700 Einsatzkräften pro Tag verantwortlich. In diesem Zusammenhang wurde auch vom BR1000 gesprochen.

## Siehe auch

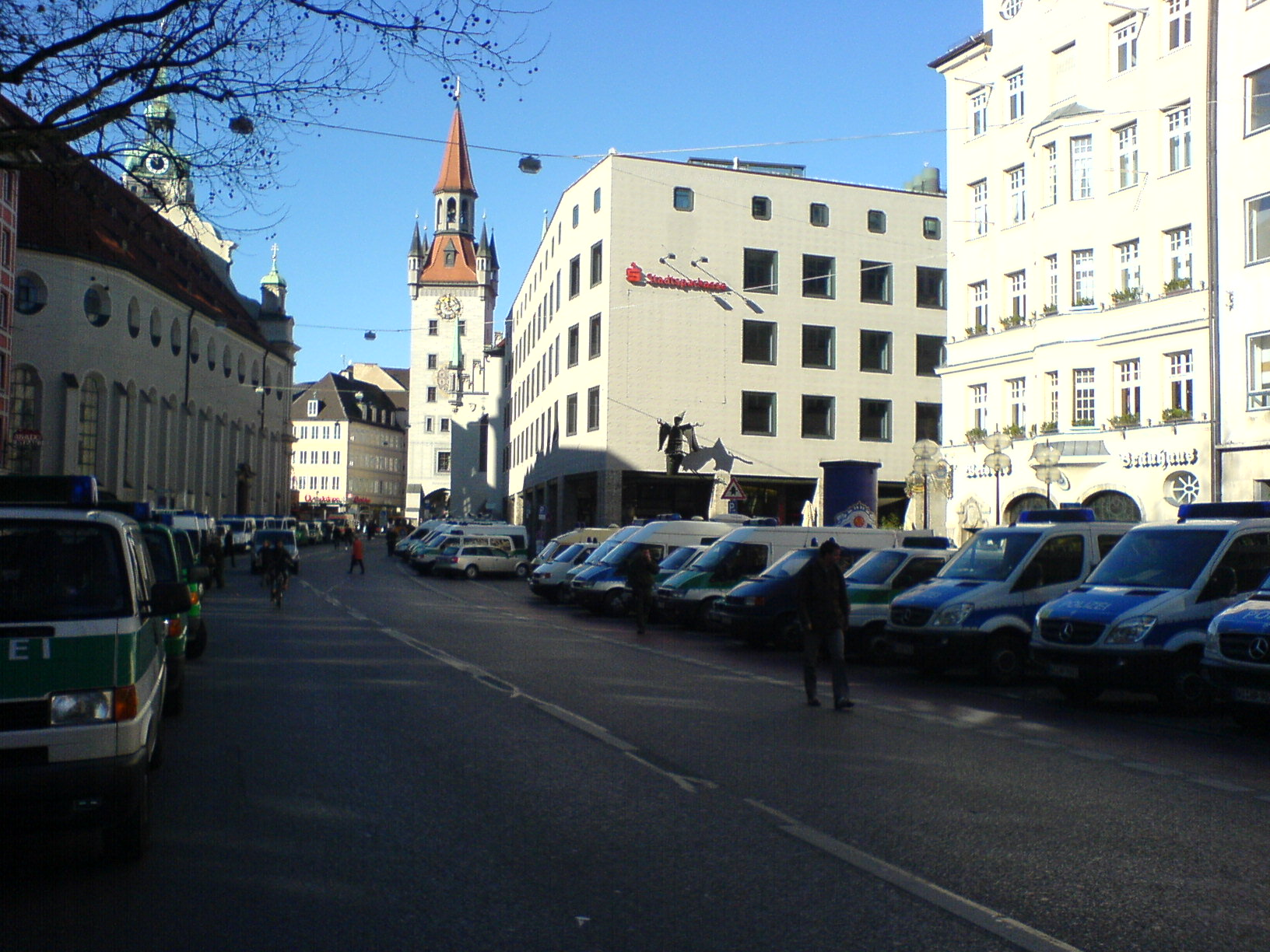
Bereitstellungsraum verschiedener Polizeiverbände während der Münchner Konferenz für Sicherheitspolitik 2008 im Tal